# ライアン・ドラゴ
ライアン・ドラゴ（Ryan Drago）及びサイモン・ゴッチ（Simon Gotch）のリングネームで知られるセス・レッサー（Seth Lesser、1982年10月18日 - ）は、アメリカ合衆国のプロレスラー。ニュージャージー州ホーボーケン出身。

## 来歴

### インディー団体
2001年、カリフォルニア州を拠点とするインディー団体であるAPW（All Pro Wrestling）にてトレーニングを開始し、セス・レッサー（Seth Lesser）のリングネームでプロレスラーデビューを果たす。
2002年には狂人ギミックであるサイコ・セス（Psycho Seth）として活動していたが、2003年よりPWI（Pro Wrestling IRON）にてカイザー髭を蓄えたオールドスタイルのレスリングを信条とするギミック、ライアン・ドラゴ（Ryan Drago）へと変更。ランカシャー・スタイルながら時折派手な技を使用するお茶目なパロディーキャラとして観客からの人気を得るようになった。
PWIのオーナーを務めていたドノバン・モーガンとマイケル・モデストに出会い、行動を共にするようになって自らの活動の拠点を広げる。2006年2月にTNAに参戦。モーガン、モデストと組んでLAXと対戦している。
2007年、EPWW（EPIC Pro Wrestling WAR）に参戦。2009年3月27日、CHIKARAのトリオタッグトーナメント、King Of Trios 2009にオースチン・エリーズ & トニー・コジーナと組んでEPWW代表チーム、チーム・エピック・ウォーの一員として出場するが一回戦のザ・ファースト・ファミリーと対戦して敗れた。7月、ハーリー・レイスが主宰するWLW（World League Wrestling）に参戦。参戦間もないながらもトップレスラーの一員として活躍し、ジャック・ギャンブルやジェフ・ストロングと抗争を繰り広げた。2012年にはエルビス・アリアーガとスタッチ・アンド・バーンズなるタッグチームを結成してタッグ戦線に乗り込み、11月10日にWLWタッグ王座を保持するハイレベル・エンタープライス（ジャック・ギャンブル & ジョン・ウェブ）に挑戦して勝利し、レスラー人生で初のタイトルを獲得した。

### WWE

#### NXT
2013年6月、WWEとディベロップメント契約を交わして入団。新設されたWWEパフォーマンスセンターにてサイモン・ゴッチ（Simon Gotch）のリングネームでトレーニングを開始し、9月にNXTに昇格。同月5日のNXT Liveにてルーサー・ワードとシングルマッチを行いデビュー戦を勝利で飾った。以降、NXT Liveを中心にブル・デンプシーとタッグを組んで活動。
2014年5月、エイデン・イングリッシュとのタッグチーム、ボードビレインズ（The Vaudevillains）を結成して活動。6月19日、アンジェロ・ドーキンス & トラヴィス・タイラーとのタッグマッチにてNXTデビューを果たす。インディー時代同様のモダンな入場、そして試合ではコミックレスリングをして見せて勝利した。8月より開始されたNXTタッグ王座挑戦権獲得トーナメントにエントリーし、決勝まで進出。9月4日にシン・カラ & カリストと対戦するが優勝するに至らなかった。10月30日、NXTタッグ王座挑戦権争奪バトルロイヤルマッチに出場し、アモーレ & キャサディ、タイ・デリンジャー & ジェイソン・ジョーダン、ジ・アセンション（コナー & ビクター）と対戦。挑戦権を勝ち取ると、執拗に王者であるルチャドラゴンズ（シン・カラ & カリスト）を意識するようになり、11月20日にはミゼットレスラーのカリストリート & シン・カリートなるタッグを用意し、傷めつけて挑発した。12月11日、Takeover R EvolutionにてNXTタッグ王座を保持するルチャドラゴンズに挑戦するも敗戦した。
2015年8月22日、Takeover BrooklynにてNXTタッグ王座を保持するブレイク・アレクサ・マーフィー・ファクター（ブレイク & マーフィー with アレクサ・ブリス）に挑戦。NXTにて対戦する度にアレクサから妨害を受けていた対策としてディーヴァであるブルーパンツをマネージャーに従えて試合に挑み、試合終盤にアレクサの挑発を受けてピンチに陥ったところをブルーパンツの介入に助けられ勝利し、ベルトを奪取した。

#### WWE
2016年4月7日、WWEに昇格。SmackDownにてルチャドラゴンズ（シン・カラ & カリスト）と対戦。ルチャドラゴンズの空中殺法に苦しめられるが、終盤にシン・カラが場外にいるイングリッシュに対してトペ・スイシーダを敢行してきたところに低空ドロップキックでシン・カラの背中に命中させた勢いをつけてイングリッシュがフェンスに激突させカリストを孤立させる。最後にワーリング・ダーヴィッシュを決めてWWEデビュー戦を勝利で飾った。同月14日、SmackDownにてWWEタッグ王座挑戦権争奪トーナメントにエントリー。1回戦でゴールダスト & ファンダンゴと対戦。ゴールダストの老獪な動きとファンダンゴの蹴り技に苦戦。終盤にイングリッシュが場外からファンダンゴに挑発した隙を突いて背後から攻撃。最後にワーリング・ダーヴィッシュを決めて勝利した。同月18日、RAWにて準決勝でウーソズ（ジミー・ウーソ & ジェイ・ウーソ）と対戦。ウーソズの空中殺法に業を煮やすが終盤にジェイの負傷している肩を攻め、最後にワーリング・ダーヴィッシュを決めて勝利した。5月1日、Payback 2016にて決勝でエンツォ・アモーレ & コリン・キャサディと対戦。アモーレとキャサディの連携に苦戦するが、アモーレをロープに投げられたところ場外へ滑り込もうとした事に失敗して首がロープに当たるとリングに側頭部を打ちつけ失神。動けなくなりレフェリーの判断により無効試合となった。2016年5月22日、Extreme Rules 2016にてWWEタッグ王座を保持するニュー・デイ（ビッグ・E & エグザビアー・ウッズ）に挑戦。試合終盤にウッズにワーリング・ダーヴィッシュを決めるも返されてしまい、イングリッシュが追撃しようと場外にブレーンバスターを決めようとするが耐えられビッグ・Eによりスピアーで場外へと追い出され、さらに自身がコフィより場外に気を取られていたレフェリーの隙を突いてハイキックを受けてしまい倒れると最後にウッズによりシャイニング・ウィザードを決められ敗戦した。
2017年4月5日、WWEから解雇となった。サイモン・グリム（Simon Grimm）としてROHやMLWに参戦する。
2018年、MLWと契約。
2022年、プロレスリングNOAH参戦のため サイモン・ゴッチとして来日。船木誠勝の持つGHCナショナル王座に挑戦。

## 得意技
ジェントルマンズクラッチ
コブラクラッチの体勢からアンダーフックスープレックスを決める。
ショーナン・バット
ローリング・エルボー
シャイニング・ウィザード
トライアングル・エンズイギリ
ブレーンバスター
ヨーロピアン・アッパーカット
ブロック・サムソンズ・リベンジ
タイガードライバー
ギロチンチョーク
ワーリング・ダーヴィッシュ
エイデン・イングリッシュとの合体技。自身がヨーロピアン・アッパーカットを相手に決めて怯ませたところへイングリッシュがスウィンギング・ネックブリーカーを決める。
ゴッチ式パイルドライバー
フライング・アームバー

## 入場曲
- A Quicker Accomplishement - Art Test Music
- Voix de Ville - CFO$
- Vau de Vire - CFO$
- A Grimm Entrance - Max Jampole - 現在使用中

## 獲得タイトル
WWE
- NXTタッグ王座 : 1回

w / エイデン・イングリッシュ
WLW
- WLWタッグ王座：1回

w / エルビス・アリアーガ